# Head over Heels (filme de 2012)
Head over Heels é um curta-metragem de animação de 2012 dirigido por Timothy Reckart e produzido por Fodhla Cronin O'Reilly. Como reconhecimento, foi nomeado ao Oscar 2013 na categoria de Melhor Animação em Curta-metragem.